# Nikoline Nielsen (brygger)
 For alternative betydninger, se Nikoline Nielsen. (Se også artikler, som begynder med Nikoline Nielsen)
Kirsten Nikoline Sofie Nielsen (6. december 1874 i Fakse – 9. januar 1951) var en dansk brygger og grundlægger af Faxe Bryggeri (tidligere Faxe Dampølsbryggeri, nu Royal Unibrew), som hun grundlagde sammen med sin mand, Conrad Nielsen, i 1901. Nikoline Nielsen fortsatte selv driften af bryggeriet, efter hendes mand døde i 1914. Hun var datter af en ølhandler i Fakse.
Nikoline Nielsen var kendt for at have et varmt hjerte og for at have loyale, langvarige ansættelser i sin virksomhed.
Hun trak sig tilbage i 1945 og overlod herefter ledelsen til sine tre sønner. 
I 1978 kunne bryggeriet opkalde Danmarks første sodavand uden farvestoffer, Nikoline-sodavanden, efter sin tidligere ejer. Sodavanden bar de første mange år et portræt af Nikoline på etiketten.